# Oak Leaf (Teksas)
Oak Leaf je grad u američkoj saveznoj državi Teksas. Prema popisu stanovništva iz 2010. u njemu je živjelo 1.298 stanovnika.